# Franz Xaver Pecháček

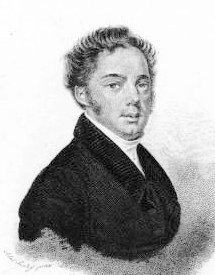
Franz Xaver Pecháček.

Franz Xaver Pecháček (eller Pechatschek), född den 4 juli 1795 i Wien, död den 15 september 1840 i Karlsruhe, var en österrikisk violinist och tonsättare. Han var son till Franz Martin Pecháček.
Pecháček, som var konsertmästare i hovkapellet i Karlsruhe, skrev åtskilliga violinkompositioner och orkesterverk. 